# Finistair
Pour les articles ayant des titres homophones, voir Finistère et Finisterre.
Finistair, anciennement Finist'Air (code OACI : FTR) est une compagnie aérienne française créée en 1981 à l'initiative du Conseil départemental du Finistère, sous forme de société d'économie mixte, privatisée le 1er avril 2020 et assurant principalement la liaison entre l'aéroport de Brest et l'ile de Ouessant sous Délégation de service public, la ligne la plus courte d'Europe (entre 15 et 18 minutes),.

## La compagnie Finistair
Créée en 1981 à l'initiative du Conseil départemental du Finistère et de Jean-Yves Cozan, conseiller général de l'île d'Ouessant, sous forme de société d'économie mixte, la compagnie Finist'air fut créée dans le but d'assurer une liaison aérienne sous obligation de service public entre Brest et Ouessant, liaison dont l'objet principal est le désenclavement de l'île, en complément de la desserte maritime.
La compagnie propose également des baptêmes de l'air, des vols découvertes (circuits touristiques) et des vols taxi (vers Quimper, Belle-Île-en-Mer, Rennes, Nantes…) et depuis 2021, d'autres liaisons commerciales saisonnières notamment vers Belle-Ile-en-Mer et Jersey.
Finist'air propose également ses services aux professionnels (maintenance et gestion de navigabilité, examen de navigabilité sur Cessna 208, Cessna Service Station pour la réparation et les pièces de rechange, formation aux pilotes). Elle possède le seul atelier Part 145 sur Brest.
L'avion prend le relais des navettes maritimes quand les conditions en mer ne permettent pas les liaisons entre le continent et l'île d'Ouessant.
La ligne est majoritairement fréquentée par les Ouessantins désirant se rendre sur le continent (pour raison médicale, administrative et commerciale) et pouvant faire l'aller-retour dans la journée mais aussi des personnels médicaux venant sur l'ile, des employés venant travailler sur l'île (Orange, EDF...) et à la belle saison par les touristes.
Le 1er avril 2020, le groupe breton W3 présidé par Charles Cabillic, prenait le contrôle de la compagnie Finist'Air avec pour objectif la poursuite de la ligne Brest-Ouessant, la création de nouvelles lignes au départ de Brest comme une ligne Brest-Nantes en septembre 2020 (dans cette optique, la compagnie s'est dotée d'un nouvel avion, un Cessna Grand Caravan EX de neuf places) et le passage de la flotte à l'hybride ou à l'électrique et ceci afin de devenir la première en France à faire voler un avion électrique en compagnie aérienne.
La petite entreprise de sept salariés (2 pilotes, 2 hôtesses et 3 techniciens) est donc de fait privatisée puisqu'elle appartenait principalement au conseil départemental du Finistère depuis sa création en 1981.
Par dérogation, le Cessna 208B de 09 passagers est piloté par un seul officier Pilote de ligne (OPL).
En octobre 2020, l'orthographe du nom de la compagnie changeait en supprimant l'apostrophe entre "Finist" et "Air", passant de Finist'Air à Finistair, tout comme le nouveau logotype de la compagnie.
Depuis 2021, Finsitair est la 1ère compagnie européenne a utiliser un avion électrique.
Finistair offre un service 100 % décarboné car elle compte un avion électrique biplace, chargé de transporter les prélèvements sanguins ou petit fret comme les médicaments à Ouessant.
La compagnie nourrit l’ambition de devenir la première compagnie aérienne à opérer des vols en avion électrique.

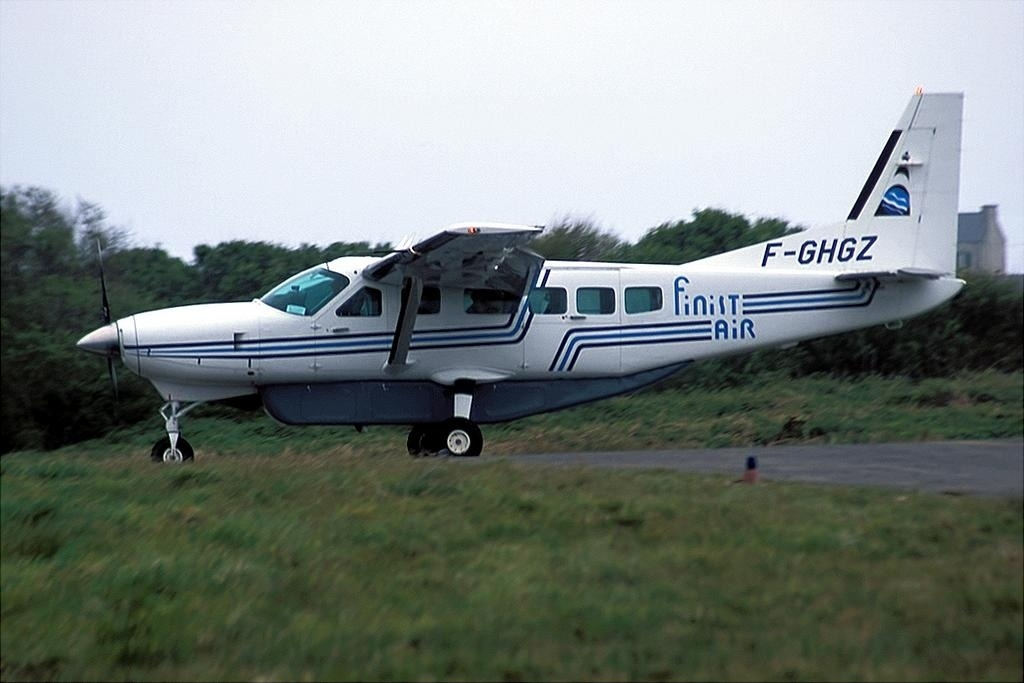
Ancien Cessna 208 Caravan F-GHGZ de la Finist'air en 2003 à Ouessant

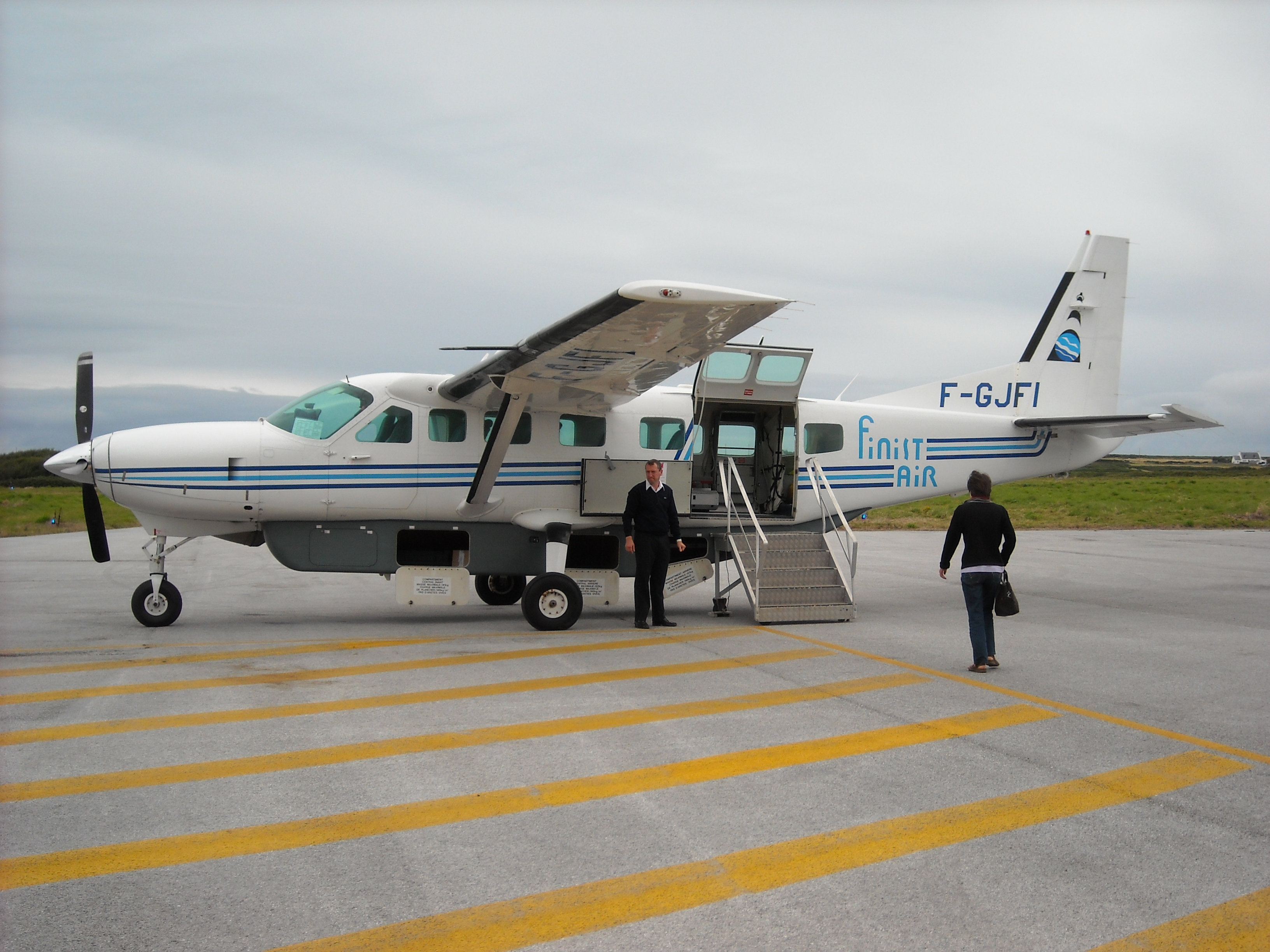
L'un des anciens Cessna 208 Caravan assurant les vols réguliers entre Brest et Ouessant mais aussi Lorient et Belle-Ile

## Flotte

### Actuelle
- 1 Cessna 208 Caravan immatriculé F-HFTS[12] (Type 208B Grand Caravan EX) de 2016, arrivé à Brest le 12 mai 2020.
- 1 Pipistrel Aircraft Velis Electro immatriculé F-HGAN.

### Ancienne
- 1 Cessna 208 Caravan immatriculé F-HFTR[13] (Type 208B Grand Caravan)[14], premier vol commercial le lundi 24 septembre 2012 entre Brest-Guipavas et Ouessant-Kerlaouen, retrait de la flotte en octobre 2022.
- 1 Cessna 208 Caravan n° F-GJFI (Type 208B Grand Caravan), affecté à Belle-Île-en-Mer.
- 1 Cessna 208 Caravan n° F-GHGZ (Type 208A Caravan), affecté à Ouessant.
- 2 Cessna 207 n° F-GDJA et n° F-GDAS (type 207A)
- 1 Cessna 206, 1 Cessna Caravan 1 et 1 Rallye 150 GT

## Réseau

### Lignes actuelles
La compagnie Finistair effectue principalement des vols à destination de l'île d'Ouessant, qualifiée de la plus petite ligne aérienne de Franceet d'Europe, 6 jours par semaine à raison d'au moins deux fois par jour en semaine et un le samedi.
Elle transporte chaque année environ 6 000 passagers, 120 tonnes de fret dont 50 tonnes de courrier.
Elle propose également des vols à la demande au départ de Brest pour l'Ile d'Yeu, Guernesey, Jersey, Cherbourg ou Paris-Le Bourget.

#### Liaison aérienne Brest - Ouessant

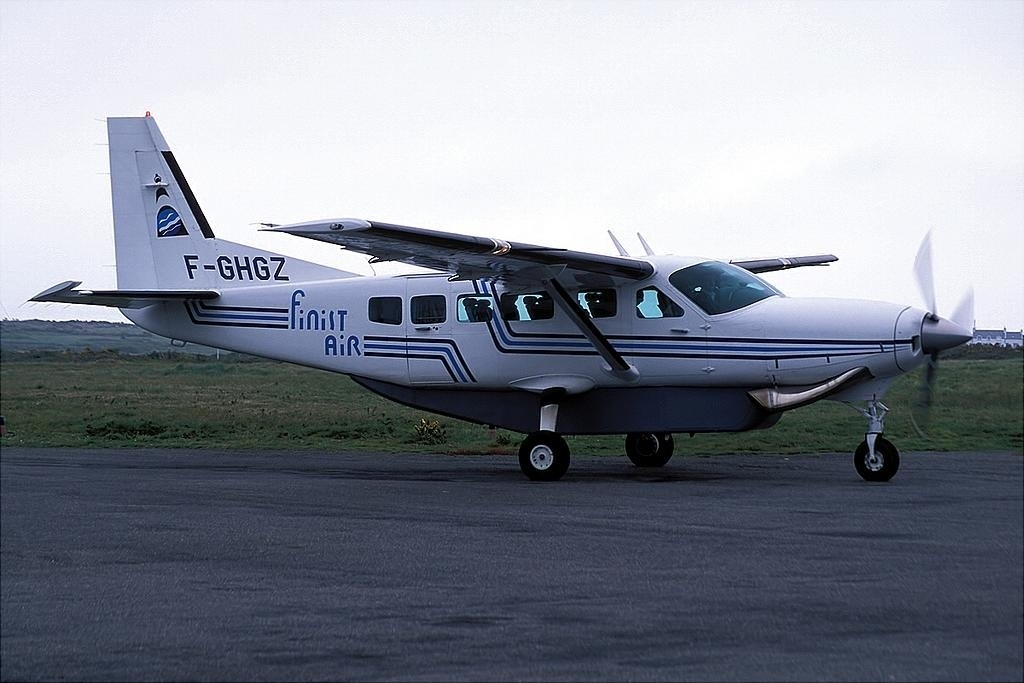
Ancien Cessna Caravan F-GHGZ Finist'air en mai 2003 à Ouessant

La liaison aérienne Brest-Ouessant a vu le jour en 1955. Après plusieurs interruptions, elle fonctionne de façon continue depuis 1979.
En 1981 la société d'économie mixte Finist'air fut créée dans le but d'assurer ce service public.
Le vol dure 15 minutes et est assuré quotidiennement du lundi au samedi, faisant ainsi de cette ligne régulière la plus courte de France.
- 1917 : Ouessant est une base avancée de la lutte anti-sous-marine. Une rampe de mise à l'eau est aménagée sur la plage du Prat, et 6 hydravions s'établissent dans la baie de Lampaul. Jusqu'en 1940, des hydravions de la Marine utiliseront cette baie pour s'abriter.
- 1940 : Les premiers avions se posent dans divers endroits de l'île, la plupart du temps selon la météo. Ces avions sont des Fieseler Fi 156, appareils allemands de logistique, de surveillance et d'évacuation sanitaire, qui assistaient l'unité allemande, présente sur l'île jusqu'en 1944.
- 1946 : Le premier avion civil se pose sur l'île, lui aussi en plein champ. Il est piloté par le docteur Bianchi, qui effectuait un circuit des îles afin d'étudier la possibilité d'utiliser la voie aérienne pour les évacuations sanitaires des îliens, un projet fut imaginé, mais ne put être mené à bien.
- 1948 : La nécessité d'un aérodrome se fait de plus en plus ressentir. À l'époque, le bateau n'effectue que deux allers-retours par semaine, et met plus de 4 heures pour rallier Brest. Une étude de faisabilité est donc lancée.
- 1951 : Le projet définitif est rendu. L'aérodrome d'Ouessant sera aménagé à mi-chemin entre le bourg de Lampaul et le port du Stiff.
- 1954 : Les Ponts et Chaussées de l'île achèvent le nivellement d'une bande de terre de 350 mètres de long pour 15 de large. En juillet, ce que l'on appelait alors « le terrain d'aviation » est opérationnel. Le pilote de l'aéroclub de Brest, Paul Mauvillain, réalise la première liaison avec l'aérodrome d'Ouessant-Kerlaouen à bord d'un Stinson HW75 le 30 juillet. L'enthousiasme des îliens et des pilotes conduit à organiser un grand meeting aérien pour inaugurer l'aérodrome. Le 13 août, alors que les festivités se préparaient, le médecin de l'île vient informer l'un des pilotes présents sur l'île qu'une îlienne souffrant d'un abcès à la gorge doit être immédiatement hospitalisée. La patiente est alors conduite à l'aérodrome et installée à bord d'un Stinson. Bernard Goachet effectua ainsi la première évacuation sanitaire de l'île. Le meeting aérien fut un immense succès et nombreux sont ceux qui y ont passé leur baptême de l'air. Tout au long de l'automne et de l'hiver, l'aéroclub assure un service de « vol taxi » à la demande.
- 1955 : La piste est rallongée de 250 mètres afin de sécuriser les atterrissages et décollages. L'aéroclub acquiert des appareils plus modernes de type de Havilland ou Broussard. En juin naît la COmpagnie BRetonne Aéronautique (COBRA). Le 13 juillet est effectuée la première liaison commerciale sur un avion de type de Havilland. Le 30 juillet, un an après la première liaison officielle, le premier avion étranger se pose sur la piste d'Ouessant Kerlaouen.
- 1956 : Après des mois de succès, la compagnie cesse toute activité pour cause financière, après des problèmes techniques sur l'avion.
- 1958 : Pour le maire de l'île, il devient urgent de rétablir la ligne. Cependant, il se révèle nécessaire de résoudre les problèmes d'infrastructures, de matériel et de répartition des charges. En attendant de trouver une solution, l'aéroclub de Brest reprend ses vacations occasionnelles avec l'accord des autorités et l'appui des pilotes, au service des marins et blessés.
- 1965 : réouverture de la ligne par la compagnie Rousseau Aviation, avec toujours un de Havilland Dragon. Les Ouessantins reprennent la voie des airs pendant plus de deux ans.
- 1966 : Après son décollage sur la piste nord-sud (supprimée depuis), le Dragon s'écrase, l'accident fait 3 morts, tandis que 6 autres parviennent à s'extirper de l'appareil en feu.
- 1967 : Rousseau Aviation essaie de rouvrir la ligne, mais sans succès. L'aéroclub de Brest reprend alors son rôle de transporteur occasionnel sur ses petits avions en faisant vivre a minima une ligne d’Ouessant qu’il avait contribué à créer.
- 1973 : La décision est prise de construire une piste « en dur » de 720 mètres et d'une portance de 8 tonnes.
- 1975 : La compagnie Air Ouest s'installe sur la ligne et exploite un Britten-Norman Islander. Elle assure deux allers-retours quotidiens entre Ouessant et Brest. Elle fera 106 mouvements et 487 passagers en octobre, 146 mouvements et 657 passagers et en décembre 142 mouvements et 791 passagers[17].
- 1976: Air Ouest transportait 616 passagers en janvier et 1 099 en mars[18].
- 1977 : Faute de subventions, le patron de Air Ouest ne peut équilibrer ses comptes et se trouve dans l'obligation d'abandonner les liaisons. C'est un nouvel échec pour les Ouessantins. Mais rapidement, M. Le Thous, ayant créé l'École Aéronautique d'Iroise (EAI), marque sa volonté de reprendre les liaisons. En avril, l'EAI obtient son autorisation de transport.
- 1978 : L'autorisation de transport de l'EAI est renouvelée, et l'école propose des liaisons régulières avec un petit avion de 3 places. En cours d'année, une aérogare est bâtie sur le site et un premier agent d'aérodrome est nommé. Il assure la sécurité et l'information aux pilotes sur la plate-forme.
- 1979 : Le département décide de soutenir la ligne aérienne Brest-Ouessant et verse pour cela une enveloppe à l'EAI pour qu'elle continue à assurer les liaisons avec un tout nouveau Cessna 207 pouvant accueillir 6 passagers. Le conseiller général d'Ouessant, M. Jean-Yves Cozan, préconise la création d'une société d'économie mixte.
- 1981 : La société d'économie mixte Finist'air est créée. Le service est assuré successivement par des Rallye, Cessna 206 et 207.
- 1990-1991 : Entrée en flotte de deux Cessna 208 Caravan, d'une capacité de 9 places 500 kg de fret.
- 2009 : Finist'air (plus de 6.000 passagers annuels dont 70% d'insulaires en 2008) a été préférée à la société aérienne danoise BenAir (qui possède des Cessna 208B Grand Caravan)[19], avec laquelle elle avait été placée en concurrence dans le cadre d'un appel d'offres européen lancé en 2008[4].
- 2011 : Le nombre de jours d'interruption du trafic de l'année 2011 pour cause de météo a été de 38 jours[20].
- 2012 : Février, le Conseil général du Finistère annonce une baisse des liaisons dès avril passant de 816 à 498 rotations annuelles en raison d'un déficit d'exploitation et un coëfficient d'exploitation moyen de 49%. Un comité de défense soutenu par le maire d'Ouessant Denis Palluel et le Conseiller général MoDem Jean-Yves Cozan à l'initiative de la Finist'air est créé et décidait de bloquer l'avion pendant une semaine pour démontrer l'utilité de la liaison aérienne pour les Ouessantins[21].
- 2012 : Revente des deux Cessna 208 Caravan et achat d'un unique Cessna 208B Grand Caravan équipé IFR[14].
- 2012 : La compagnie devient ATO (Air Training Organisation) et dispense des formations pour pilotes professionnels[22]
- 2013 : Le 23 mai 2013, Finist'Air obtient de la part de la DGAC la dérogation pour le vol aux instruments, permettant ainsi d'améliorer la disponibilité de la ligne[16].
- 2020 : Mars, seuls le préfet du Finistère et le maire d'Ouessant peuvent réquisitionner l'avion pour des urgences médicales, pour des traitements médicaux lourds sur le continent, pour le transport des soignants travaillant sur l'île et pour du fret pendant le confinement lors de la pandémie du covid-19[23].
- 2020 : Deuxième Cessna Grand Caravan de 09 places immatriculé F-HFTS[24],[25].
- 2022 : La compagnie assure des vols 6 jours sur 7 toute l'année quand par le passé, elle fermait pendant la saison estivale avec deux avions[10].
- 2024 : Un avion électrique assure les transports des médicaments et prélèvements sanguins les jours où il n'y a pas de clients programmés[10]. Finistair renouvelle sa délégation de service public avec la région Bretagne et le réseau BreizhGo pour la ligne vers Ouessant jusqu’en 2028[26].

Par la suite, l'aérodrome d'Ouessant a vu la mise en place d'un balisage lumineux, d'une radiobalise Locator, d'un véhicule incendie, et d'une vigie-tour de contrôle. En 2004, la piste a été refaite avec un enrobage à chaud augmentant sa portance, et la plate-forme a été sécurisée grâce à la mise en place d'une clôture.
| 2002  | 2003  | 2004  | 2005  | 2006  | 2007  | 2008  | 2009  | 2010  | 2011  | 2012  | 2013  | 2014  | 2015  | 2016  | 2017  | 2018  | 2019  | 2020  | 2021  | 2022  |
| ----- | ----- | ----- | ----- | ----- | ----- | ----- | ----- | ----- | ----- | ----- | ----- | ----- | ----- | ----- | ----- | ----- | ----- | ----- | ----- | ----- |
| 6 557 | 6 063 | 5 213 | 6 764 | 6 299 | 5 745 | 6 715 | 6 575 | 6 716 | 5 419 | 3 243 | 3 207 | 3 662 | 3 276 | 3 134 | 3 352 | 3 114 | 3 304 | 2 265 | 3 277 | 3 328 |

#### Liaison aérienne saisonnière Brest - Belle-Île-en-Mer
Depuis la saison d'été 2021, la finistair a ouvert une ligne au départ de Brest vers Belle-Île-en-Mer en Cessna Grand Caravan. La durée de vol est de 50 minutes.

#### Liaison aérienne saisonnière Rennes - Belle-Île-en-Mer
Depuis le 1er juillet 2022, la compagnie dessert Belle-Île-en-Mer au départ de l'aéroport de Rennes. Le Cessna Grand Caravan effectuera alors chaque fin de semaine les escales, Brest - Belle-Île-en-Mer - Rennes - Belle-Île-en-Mer et retour à Brest.

#### Liaison aérienne saisonnière Brest - Jersey
Depuis la saison d'été 2022, la compagnie dessert l'ile anglo-normande de Jersey au départ de Brest en Cessna Grand Caravan de 09 places en vol à la demande (charter). A partir de juin 2025, cette liaison devient régulière en saison d'été,. Le vol dure 35 minutes.

#### Liaisons saisonnière Jersey - Alderney
Depuis le 27 juin 2025, la compagnie Finistair dessert l'île d'Alderney (Aurigny) au départ de Jersey,,. Le vol dure 15 minutes.

### Lignes anciennes

#### Liaison aérienne Lorient - Belle-Île-en-Mer
La liaison aérienne Lorient-Belle-Île-en-Mer a vu le jour en 1980. C'est la société Belle Île Air Service, créée par Jean-Claude Lalouse en 1979, qui assurait la ligne vers le continent en atterrissant sur l'aéroport de Lorient. Cette société fusionnait avec la société d'économie mixte Finist'air en 1984 qui reprenait l'exploitation de cette ligne et créait sa filiale Insul'Air pour l'exploitation de la ligne Lorient-Belle-Île-en-Mer avec arrêt possible à Quiberon.
De 1984 à 1999, Insul'Air assurait la ligne de façon saisonnière, généralement du 1er avril au 31 octobre, en Cessna de 5 places jusqu'en 1992 puis en Cessna 208B "Grand Caravan" de 9 places par la suite (immatriculé F-GJFI). La durée de vol était de 15 à 20 minutes.
Le Cessna 208B avait été financé aux deux tiers par la Compagnie Morbihannaise et Nantaise de Navigation et la Société d'Armement de l'Ouest et l'autre tiers par Finist'air (montant de l'époque pour l'achat de l'aéronef : 6,2 millions de francs). Aux termes de cet accord, la CMNN et SAO relouaient leur part à Finist'air. Le département du Morbihan versait une subvention annuelle d'exploitation.
En 1998, Insul'Air proposait de voler jusqu'à Quimper en complément de Lorient pour récupérer les passagers en provenance de l'aéroport de Paris-Orly, Lorient n'assurant plus que des liaisons vers Paris-Charles-De-Gaulle.
La ligne faisait en moyenne 3 000 passagers, dont la moitié en juillet et en août.
La ligne devenait une ligne d'obligation de service public par publication au Journal officiel des Communautés européennes le 10 juin 1997. Elle était attribuée pour deux ans à Finist'air via sa filiale Insul'Air (1998 et 1999) mais non éligible au fonds de péréquation.
La liaison permettait un trafic "bord à bord" au sortir de l'avion Paris-Lorient, qui intéressait en premier chef, une clientèle aisée capable de payer 500 francs (environ 76 euros).
La ligne était interrompue en 1999 à la suite de l'arrêt des financements par le département du Morbihan.
Elle était reprise une dernière fois en juillet et en août 2001, uniquement le week-end.
Le Président de la République en fonction à cette époque, François Mitterrand, fît partie des clients de la ligne lorsqu'il venait se ressourcer en thalassothérapie sur l’île.
La société Vendée Aviation, via sa compagnie aérienne Air Ouest et la Chambre de Commerce et d'industrie du Morbihan étudiaient la reprise pour la saison 2018 d'une liaison vers l'aéroport de Lorient-Bretagne-Sud. Finalement, c'était pour la saison 2019 ou 2020 qu'elle était étudiée en correspondance des vols en provenance de l'aéroport Paris-Charles-De-Gaulle mais avec la compagne Finist'air cette fois-ci. Elle ne verra pas le jour préférant l'aéroport de Vannes pour cette liaison en 2021.
| 1984  | 1985  | 1986  | 1987  | 1988  | 1989  | 1990  | 1991  | 1992  | 1993  | 1994  | 1995  | 1996  | 1997  | 1998  | 1999 |
| ----- | ----- | ----- | ----- | ----- | ----- | ----- | ----- | ----- | ----- | ----- | ----- | ----- | ----- | ----- | ---- |
| 2 356 | 3 567 | 2 408 | 3 651 | 3 488 | 3 416 | 4 172 | 4 172 | 4 927 | 3 665 | 3 480 | 3 358 | 3 627 | 2 672 | 2 719 | NC   |

#### Liaison aérienne Nantes-Belle-Île-en-Mer
C'est à l'été 1994 que la filiale Insul'Air proposait la liaison Nantes-Belle-Île-en-Mer avec arrêt possible à La Baule en utilisant le même avion que celui qui assurait la liaison Lorient-Belle-Île-en-Mer.
Durant cette saison, 23 rotations avaient été assurés pour une durée de vol de 30 minutes. La liaison devenait une ligne d'obligation de service public par publication au Journal officiel des Communautés européennes le 10 juin 1997.
À l'été 2003, Finist'air louait un Cessna Caravan à la société nantaise Bleudem'Air qui reprenait cette liaison abandonnée mais uniquement en volant le week-end.
Le vice-président chargé du développement économique de la communauté de communes de Belle-Île-en-Mer espère pouvoir proposer une autre rotation en complément de celle de Lorient vers l’aéroport de Nantes-Atlantique en 2019 ou en 2020.

#### Liaison aérienne Vannes-Belle-Île-en-Mer
Egalement pour la saison 2021, la finistair a ouvert une ligne au départ de Vannes vers Belle-Île-en-Mer en Cessna Grand Caravan du 15 mai au 02 octobre. La durée de vol est de 20 minutes. L'avion réalise les vols Brest-Belle-Île-Vannes-Belle-Île-Brest.
Pour cette première liaison test le 15 mai 2021, l’avion a été accueilli à Vannes par plus de 80 manifestants opposés à l’augmentation du trafic aérien et à la pollution sonore sur l'aéroport de Vannes et Belle-Île et par une cinquantaine de manifestants sur l'île. Comme en 2020 où la compagnie Brittany Aviation devait relancer une ligne Lorient-Belle ile mais cette fois en hélicoptère, une pétition a été lancée par l'association "les Lucioles" et a recueilli plus de 18 000 signatures,.
La ligne n'était pas reconduite pour l'été 2023.

### Lignes avortées ou éphémères

#### Liaison aérienne Brest - Nantes
À la suite du rachat de la compagnie par le groupe Breton W3, le président de la compagnie Charles Cabillic annonce ouvrir une ligne Brest-Nantes à compter du 1er Septembre 2020 avec 4 vols par semaine (mardi et jeudi), 2 rotations par jour (matin et soir) permettant de faire des aller/retour dans la journée,.
Avec la crise due à la Covid-19 et l'effondrement du trafic aérien, un reconfinement national dès octobre 2020, la ligne a été suspendue.
Aujourd'hui, elle n'est proposée qu'en vol à la demande.

#### Liaison aérienne Brest - Bordeaux
Depuis le 16 novembre 2021, Finistair propose deux fois par semaine un vol entre Brest et la capitale Girondine, Bordeaux en 1h45 de vol avec l'un des Cessna Grand Caravan,.
En concurrence avec la compagnie Chalair, cette ligne n'est proposée qu'en vol à la demande.

## Logothèque

Logo de la compagnie Finist'Air au milieu des années 1980
Autre logo de la compagnie Finist'Air dans les années 1990
Logo de la filiale Morbihannaise Insul'Air dans les années 1990.
Ancien logo de la compagnie Finist'Air
Logo de la compagnie Finistair en 2020